# Laurie Olin
Laurie Olin (nascido em 1938, Marshfield, Wisconsin) é um arquiteto paisagista americano. Ele trabalhou em projetos de paisagismo em diversas escalas, de jardins residenciais particulares a parques públicos e planos de campus corporativos/museus.

## Vida pregressa
Olin cresceu no Alasca e se formou em arquitetura pela Universidade de Washington em Seattle, onde foi orientado por Richard Haag.

## Carreira
Depois de se formar, ele trabalhou em escritórios em Seattle, Nova York e Londres. Em 1976, tornou-se professor da Universidade da Pensilvânia, onde ofereceu cursos sobre design de ambientes. Em 1986, tornou-se chefe do programa de arquitetura paisagística da Universidade de Harvard. Depois de atuar como presidente em Harvard, Olin retornou à Universidade da Pensilvânia, onde continua sendo professor de arquitetura paisagística.

### Fundação da OLIN
Olin é o sócio fundador da empresa de arquitetura paisagística e design urbano OLIN, anteriormente Olin Partnership. A empresa recebeu o Cooper-Hewitt National Design Award em Landscape Design em 2008, e em 2010 estava na equipe vencedora do concurso para projetar a nova Embaixada dos Estados Unidos em Londres com os arquitetos KieranTimberlake.

### Escritos
Olin escreveu amplamente sobre a história e a teoria da arquitetura e da paisagem, recebendo a medalha Bradford Williams de melhor escrita em Arquitetura da Paisagem. Olin é co-autor de La Foce: A Garden and Landscape in Tuscany, que inclui um ensaio histórico, além de fotografias, esboços e uma análise crítica do jardim do início do século XX na Itália. Across the Open Field (2000), é um livro de memórias e uma série de ensaios sobre a evolução da paisagem inglesa. Ele também é autor de Transforming the Commonplace (1996) e Vizcaya: An American Villa and Its Makers (2006, com Witold Rybczynski), na mansão de James Deering em Coconut Grove, Flórida.

### Premios e honras
Olin é bolsista do Guggenheim, membro da Academia Americana de Roma, membro da Sociedade Americana de Arquitetos Paisagistas (ASLA), membro honorário do Instituto Americano de Arquitetos (AIA), membro da Academia Americana de Artes e Ciências, o ganhador do Prêmio Wyck-Strickland de 1999. Olin ganhou o Prêmio Roma de Arquitetura Paisagista em 1972, recebeu o Prêmio de Arquitetura de 1998 da Academia Americana de Artes e Letras e foi recentemente ingressado na Academia Americana de Artes e Letras. Olin foi palestrante no Spotlight on Design Lecture Series no National Building Museum em 2003. Em 1994, ele foi eleito para a Academia Nacional de Design. Em 2013, ele foi presenteado com a prestigiada Medalha Nacional das Artes pelo Presidente Obama . Concedido pelo National Endowment for the Arts, é a maior honra dada a artistas pelo governo dos EUA.

## Projetos notáveis

### Europa
- Bishopsgate, Londres, Inglaterra
- Conjunto Brancusi, Târgu Jiu, Romênia
- Memorial aos Judeus Mortos da Europa, Berlim, Alemanha (com arquiteto Peter Eisenman)
- Westferry Circus, Londres, Inglaterra

### Estados Unidos
- Apple Park, Cupertino, Califórnia
- Director Park, Portland, Oregon
- 1 Memorial Drive, campus da sede do Federal Reserve Bank de Kansas City
- Sede corporativa da ARCO, La Palma, Califórnia
- Battery Park City, Manhattan, Nova Iorque
- Bryant Park, Manhattan, Nova Iorque
- Columbus Circle, Manhattan, Nova Iorque
- Getty Center, Brentwood, Los Angeles, Califórnia
- Hudson Yards Redevelopment Project, Manhattan, Nova York
- Parque Mill River e Greenway, Stamford, Connecticut
- Pacific Park, espaço aberto em torno do desenvolvimento, Brooklyn, Nova York
- Pershing Square, Los Angeles, Califórnia
- Robert F. Wagner Park, Nova Iorque
- University of Pennsylvania, Filadélfia, Pensilvânia (Plano de Desenvolvimento do Campus)
- Monumento de Washington, Washington, D.C.
- Museu de Arte de Toledo, Toledo, Ohio
- Galeria Nacional de Jardim de Esculturas de Arte, Washington, D.C.
- Cobertura do LDS Conference Center, parte dos Jardins em Temple Square, Salt Lake City, Utah

## Prêmios
- ASLA Merit Award, ARCO Research Center, 1984
- Progressive Architecture Magazine Design Award, Battery Park City, 1985
- Urban Landscape Institute Award for Excellence for Public Projects, Bryant Park, 1996
- ASLA Landmark Award, Battery Park City, 2003
- ASLA Design Honor Award, J. Paul Getty Center, 2003
- ASLA Award of Excellence, O coração do parque em Hermann Park, 2005
- Mid-Atlantic Construction Magazine Park/Landscape Award of Merit, Monumento a Washington, 2005
- AIA Honor Award for Regional and Urban Design, Universidade da Colúmbia Britânica, 2006
- ASLA Landscape Architecture Firm Award (concedido à empresa OLIN), 2006
- ASLA General Design Award of Honor, Columbus Circle, 2006
- Royal Architectural Institute of Canada Urban Design, Universidade da Colúmbia Britânica, 2006
- ASLA General Design Award Of Honor, Washington Monument, 2008
- National Design Award Cooper-Hewitt (concedido à empresa OLIN), 2008
- Urban Land Institute Award of Excellence, Comcast Building (concedido à empresa OLIN), 2009
- Building Institute's Bybee Prize, 2010
- ASLA Landmark Award, Bryant Park (concedido à empresa OLIN), 2010
- ASLA Medal, 2011[2]
- Medalha Nacional de Artes, 2012[3]
- Thomas Jefferson Medal in Architecture, 2013
- Vincent Scully Prize, 2017[4]

## Publicações
- OLIN: Placemaking, 2008.[5]
- Vizcaya: An American Villa and its Members, com Witold Rybczynski, 2007.[6]
- La Foce: A Garden and Landscape in Tuscany, com Benedetta Origo et al., 2001.[7]
- Across the Open Field: Essays Drawn from English Landscapes, 2000.[8]
- Transforming the Common Place: Selections from Laurie Olin's Sketchbook, 1996.[9]
- Breath on the Mirror: Seattle's Skid Road Community, 1973.[10]